# Rewolwer S&W Model 12
Smith & Wesson Model 12 – amerykański rewolwer produkowany przez przedsiębiorstwo Smith & Wesson na ramie typu K. Jest odmianą modelu 10 wykonaną ze stopu aluminium. Broń produkowana była w latach 1953-1986 w wersjach z lufą dwu- oraz czterocalową.
Wczesne modele posiadały także aluminiowy bębenek.